# Peperin

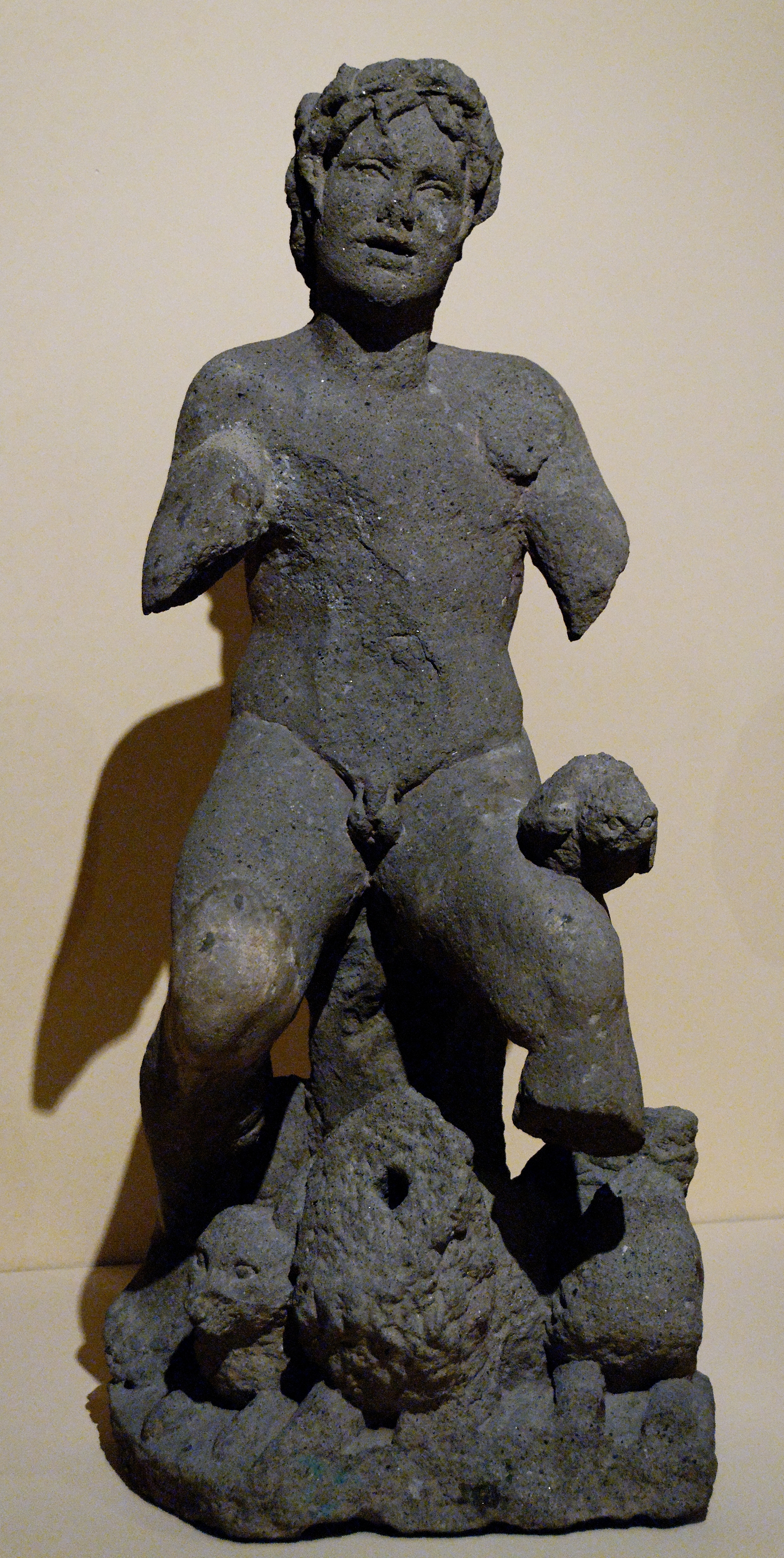
Statuie din peperin în Muzeul Capitoliului din Roma.

Peperinul sau peperita este o rocă vulcanică piroclastică de culoare maro sau gri, care se găsește în blocuri sau ca incluziuni în roci de tip lave sau tuf vulcanic. Aceste denumiri derivă din latină piper („piper”), cu referire la granulele maronii ale sticlei bazaltice, cu aspect de boabe de piper.

## Compoziție
Peperinul conține fragmente de bazalt și calcar, precum și cristale împrăștiate de augit, mica, magnetit, leucit și alte minerale similare.

## Formare
În partea superioară a unui coș vulcanic, lavele bazaltice intră în contact cu apele subterane sau cu sedimentele neconsolidate, îmbibate cu apă și suferă explozii succesive. Lava se fărâmițează și se amestecă cu rocile sedimentare smulse din pereți, formând brecii vulcanice așezate sau nu.

## Origine
Multă vreme, s-a crezut că aceste roci s-au format atunci când fluxurile de lavă bazaltică topită au erupt în sedimentele calcaroase lacustre, amestecând sedimentele și fragmentele de lavă răcite și sfărâmate. În prezent, ele sunt interpretate mai degrabă ca fiind rezultatul unor erupții freatico-magmatice.